# 林紅
林 紅（はやし こう）は、ニュージーランド在住の翻訳家である。

## 来歴
1989年に東京都で生まれ、東京大学教育学部附属中等教育学校、1998年お茶の水女子大学卒業する。お茶の水女子大学大学院で数学修士、ニュージーランドオークランド大学大学院でビジネスマネジメント修士 (MMgt} を修める。ニュージーランドに移住してフリーで翻訳する。